# Arriba (Erlebnisbad)
Das ARRIBA Erlebnisbad wurde 1994 in Norderstedt (Schleswig-Holstein) von den Stadtwerken Norderstedt eröffnet. Es ist mit den 3000 Quadratmetern Wasserfläche und dem angrenzenden Saunadorf das größte Erlebnisbad in Schleswig-Holstein. Jährlich zählt das Unternehmen circa 800.000 Besucher.

## Lage
Das im Stadtteil Garstedt gelegene Erlebnisbad befindet sich nahe der Bundesstraße 432. Mit den beiden Buslinien 193 und 178 ist die Haltestelle „ARRIBA-Bad“ zu erreichen.

## Anlage
Neben einer großen Innen- und Außenanlage mit einer Vielzahl unterschiedlicher Becken, verfügt das ARRIBA über 6 Saunen und einem wöchentlichen Aqua-Fitness-Programm. Das ansässige Restaurant bietet Besuchern die Möglichkeit, sich zu verpflegen. Insgesamt verfügt das Unternehmen über 680 PKW-Parkplätze sowie 350 Fahrrad-Stellplätze. Passend zur jeweiligen Jahreszeit werden verschiedene Veranstaltungen in dem Erlebnisbad sowie dem Saunadorf organisiert.

### Wasserwelt
Im Innenbereich bietet das ARRIBA neben dem Erlebnis- und dem Sportbecken die Mini Insel für Kinder sowie ein Solebecken und eine Therme. Die Wassertemperaturen sind den einzelnen Becken angepasst und liegen zwischen 26 °C und 33 °C.
Im August 2007 wurde der Rutschenpark mit 5 verschiedenen Bahnen eröffnet. Dieser umfasst eine 38 Meter lange Turborutsche, zwei Familienrutschen mit jeweils 10 Metern Länge, einen 124 Meter langen Wildwasserbach und eine Reifenrutsche mit 115 Metern Länge. Der Rutschenpark wird seit 2017 durch Europas erste Fishpipe ergänzt. Die sogenannte „Sommerwiese“ bildet mit einer großen Rasenfläche und drei Schwimmbecken den Außenbereich. Neben dem 50 Metern langen Sportbecken gibt es ein Nichtschwimmerbecken und eine Babyoase. Spielmöglichkeiten ergänzen das Angebot.

### Saunadorf
Das Saunadorf besteht neben sechs verschiedenen Saunen (Kaminsauna, Blockhaussauna, Panoramasauna, Vitalsauna, Aromasauna) aus einem Dampfbad, der Gletscherhöhle und einer Sauerstoffkabine. Des Weiteren stehen Ruhe- und Schlafräume zur Erholung zur Verfügung. Der ganzjährig geöffnete Garten verfügt über einen beheizten Whirlpool, ein kleines Schwimmbecken sowie Liegen und Strandkörbe. Auch Sonnenschirme und weitere Sitzgelegenheiten werden geboten.

### Fitnesswelt
Neben Wasserbewegung und einem Aqua-Fitness-Programm wird ein breites Angebot von Massagen, Massagesesseln und Massageliegen geboten. Auch eine Infrarotkabine sowie Solarien stehen zur Auswahl.

### Arriba Strandbad
Das Arriba Strandbad befindet sich im Stadtpark von Norderstedt. Der 4000 Quadratmeter große Sandstrand sowie die umliegende Rasenfläche öffnen jedes Jahr von Juni bis August, je nach Wetterlage. Eine 100-Meter-Bahn, ein Nichtschwimmerbecken und drei Schwimmpontons werden geboten. Zur weiteren Freizeitbeschäftigung stehen Beachsoccer- sowie Beachvolleyball-Plätze sowie ein großes Hüpfkissen zur Verfügung.

## Auszeichnungen
Die Deutsche Gesellschaft für Verbraucherstudien zählte das Arriba Erlebnisbad 2018 zu Deutschlands besten Erlebnisbädern. Das Unternehmen erhielt das Qualitätsurteil „Herausragend“.